# Lasaeola
Genre
Synonymes
- Pachydactylus Menge, 1868 nec Wiegmann, 1834
- Deliana Keyserling, 1886
- Nactodipoena Petrunkevitch, 1942
- Pselothorax Chamberlin, 1949
- Parvidipoena Wunderlich, 2015
- Simonola Wunderlich, 2015
- Yaginumena Yoshida, 2002

Lasaeola est un genre d'araignées aranéomorphes de la famille des Theridiidae.

## Distribution
Les espèces de ce genre se rencontrent en Asie, en Europe, en Amérique et en Afrique du Nord.

## Liste des espèces
Selon World Spider Catalog (version 26, 13/07/2025) :
- Lasaeola algarvensis Wunderlich, 2011
- Lasaeola armona Wunderlich, 2015
- Lasaeola atopa (Chamberlin, 1949)
- Lasaeola bequaerti (Chickering, 1948)
- Lasaeola canariensis (Wunderlich, 1987)
- Lasaeola castrata (Bösenberg & Strand, 1906)
- Lasaeola complexa (Gao & Li, 2014)
- Lasaeola convexa (Blackwall, 1870)
- Lasaeola coracina (C. L. Koch, 1837)
- Lasaeola dbari Kovblyuk, Marusik & Omelko, 2012
- Lasaeola donaldi (Chickering, 1943)
- Lasaeola fastigata Zhang, Liu & Zhang, 2011
- Lasaeola flavitarsis (Wunderlich, 1992)
- Lasaeola grancanariensis (Wunderlich, 1987)
- Lasaeola lunata Zhang, Liu & Zhang, 2011
- Lasaeola maculosa (Yoshida & Ono, 2000)
- Lasaeola minutissima Wunderlich, 2011
- Lasaeola mutilata (Bösenberg & Strand, 1906)
- Lasaeola oceanica Simon, 1883
- Lasaeola octoginta Wunderlich, 2020
- Lasaeola okinawana (Yoshida & Ono, 2000)
- Lasaeola pinna Tang, F. Liu, Z. Y. Liu, Yang & Peng, 2024
- Lasaeola prona (Menge, 1868)
- Lasaeola spinithorax (Keyserling, 1886)
- Lasaeola striata (Wunderlich, 1987)
- Lasaeola superba (Chickering, 1948)
- Lasaeola tengchongensis Tang, F. Liu, Z. Y. Liu, Yang & Peng, 2024
- Lasaeola testaceomarginata Simon, 1881
- Lasaeola tristis (Hahn, 1833)
- Lasaeola wangi (Zhu, 1998)
- Lasaeola weidingguo (Lin & Li, 2024)
- Lasaeola xuanzan (Lin & Li, 2024)
- Lasaeola yona (Yoshida & Ono, 2000)
- Lasaeola yoshidai (Ono, 1991)

Selon World Spider Catalog (version 23.5, 2023) :
- † Lasaeola acumen Wunderlich, 2008
- † Lasaeola baltica (Marusik & Penney, 2004)
- † Lasaeola bitterfeldensis Wunderlich, 2008
- † Lasaeola communis Wunderlich, 2008
- † Lasaeola dunbari (Petrunkevitch, 1942)
- † Lasaeola furca Wunderlich, 2008
- † Lasaeola germanica (Petrunkevitch, 1958)
- † Lasaeola inclinata Wunderlich, 2012
- † Lasaeola infulata (C. L. Koch & Berendt, 1854)
- † Lasaeola larvaque Wunderlich, 2008
- † Lasaeola latisulci Wunderlich, 2008
- † Lasaeola pristina (Wunderlich, 1986)
- † Lasaeola puta Wunderlich, 1988
- † Lasaeola sexsaetosa Wunderlich, 2008
- † Lasaeola sigillata Wunderlich, 2008
- † Lasaeola vicina (Wunderlich, 1982)
- † Lasaeola vicinoides Wunderlich, 1988

## Systématique et taxinomie
Pachydactylus Menge, 1868, préoccupé par Pachydactylus Wiegmann, 1834, a été remplacé par Lasaeola par Simon en 1881.
Deliana a été placé en synonymie par Wunderlich en 1988.
Pselothorax a été placé en synonymie par Yoshida en 2002.
Nactodipoena a été placé en synonymie par Wunderlich en 2008.
Yaginumena a été placé en synonymie par Liu, Liang, Yin et Xu en 2025.

## Publications originales
- Simon, 1881 : Les arachnides de France. Paris, vol. 5, p. 1-180 (texte intégral).
- Menge, 1868 : « Preussische Spinnen. Abteilung II. » Schriften der Naturforschenden Gesellschaft in Danzig, vol. 2, p. 153-218 (texte intégral).